# Corynorhinus rafinesquii
Corynorhinus rafinesquii is een zoogdier uit de familie van de gladneuzen (Vespertilionidae). De wetenschappelijke naam van de soort werd voor het eerst geldig gepubliceerd door Lesson in 1827.

## Voorkomen
De soort komt voor in de Verenigde Staten.